# Пикок, Джонни
Джонни Пикок (англ. Jonnie Peacock; род. 28 мая 1993, Кембридж) — британский бегун-паралимпиец.
В пятилетнем возрасте Пикоку была ампутирована правая нога ниже колена в результате осложнений после перенесённого менингита. В школьные годы он играл в футбол и регби, не думая, однако, о профессиональных занятиях спортом, и лишь в конце 2008 года, по совету своего протезиста, принял участие в просмотровых соревнованиях спортсменов-инвалидов в Лондоне, после чего получил от Британской паралимпийской ассоциации приглашение пройти пятимесячный пробный тренировочный курс. Уже в 2009 г. Пикок завоевал свою первую награду — серебро в беге на 100 метров на лондонском городском турнире спортсменов-инвалидов (с результатом 13.2). Дистанция 100 метров стала приоритетной для Пикока.
Первое выступление на международной арене — Кубок мира среди инвалидов (Манчестер, 2010) — оставило Пикока без медалей (5-е место, время 12.23), однако его результаты неуклонно улучшались. Тренером Пикока стал известный американский специалист Дэн Пфафф, в прошлом тренировавший Олимпийского чемпиона на стометровке Донована Бейли. В июне 2012 г. на соревнованиях в США Пикок установил новый мировой рекорд в беге на 100 м среди спортсменов-ампутантов — 10.85. 6 сентября 2012 г. на Паралимпийских играх в Лондоне Пикок завоевал золотую медаль, заметно опередив Оскара Писториуса, которого Пикок всегда называл своим кумиром.